# Catibrum
A Cia Catibrum de Teatro de bonecos é um dos mais respeitados grupos de Teatro de Animação do Brasil e traz em sua bagagem montagens originais, temporadas, turnês de espetáculos e a organização de eventos como o Festival Internacional de Teatro de Bonecos que acontece em Belo Horizonte.
É vencedora de prêmios e participa dos principais festivais do gênero no Brasil.

## Histórico
Fundada em 1991 por Lelo Silva e Adriana Focas tem como objetivo de pesquisar as manifestações populares e divulgá-las por meio dos títeres.
O Dragão que Queria Ver o Mar foi o primeiro espetáculo montado, seguido de Andanças, O Baile do Menino Deus, A Volta ao Mundo em Oitenta Dias, O Cavaleiro da Triste Figura, até que com o prêmio Myrian Muniz veio com Homem Voa?, que estreou em outubro de 2006 e foi indicado ao Prêmio HQMIX (melhor adaptação de quadrinhos para outros veículos), além de receber o Prêmio Cena Minas (Prêmio Estado de Minas Gerais de Artes Cênicas) em 2008.
Em 2001, ano em que completou 10 anos de atividades, a Catibrum transformou-se em Centro de Produção Cultural e se tornou um centro de pesquisas ao disponibilizar seu acervo de livros, vídeos e títeres de várias partes do mundo.
O espetáculo D. João Carioca conta com Lelo Silva, Adriana Focas, Amaury Borges, Eduardo Santos, Tim Santos, Admar Fernandes, Cecília Berger, Verbena Cartaxo, Patrícia Lanari e Júlia D'Almeida.
Paralelamente, a Catibrum realiza oficinas de confecção e de manipulação de bonecos.  Há ainda aulas de teatro, voz e um panorama do teatro de formas animadas. Os alunos confeccionam os próprios bonecos, criam ou adaptam textos, constroem cenários e, ao final do curso, podem apresentar sua produção própria.